# 이케우치 만사쿠
이케우치 만사쿠 (池内万作, 1972년 3월 27일 ~ )는 일본의 영화배우이다. 아버지는 이타미 주조, 어머니는 미야모토 노부코이다. 토호 예능 소속.

## 참가 작품

### 영화
- 《바람둥이》 (1995)
- 《Sada: Gesaku - Abe Sada no shogai》 (1998)
- 《히카리노 아메》 (2001)
- 《마음과 몸》 (2004)
- 《클럽 진주군》 (2004)
- 《망국의 이지스》 (2005)
- 《절대공포 부스》 (2005)
- 《이누가미가의 일족》 (2006)
- 《진여 입식사열전》 (2007)
- 《점퍼》 (2008)
- 《방황하는 칼날》 (2009)
- 《이 하늘의 꽃 나가오카 불꽃 이야기》 (2012)
- 《안녕 계곡》 (2013)
- 《플로렌스와 네무루》 (2016)

### 방송
- 《킨다이치 소년의 사건부 1》 (1995)
- 《킨다이치 소년의 사건부 2》 (1996)
- 《미녀와남자》 (2015)
- 《디자이너 베이비》 (2015)
- 《여죄수 세븐》 (2017)
- 《특명수사 카쿠호의 여자 시즌1》 (2018)
- 《스텝파더, 스텝》 (2012)
- 《망향》 (2016)
- 《사랑의 달》 (2018)